# Kolding
Kolding  ( PRONÚNCIA) é uma cidade da Dinamarca, situada na costa oriental da península da Jutlândia, no interior do fiorde de Kolding, junto ao estreito do Pequeno Belt que a separa da ilha de Funen no outro lado. 
É conhecida pelo seu mercado agrícola e pelos seus estaleiros de construção de barcos.

| Etimologia de Kolding O nome geográfico Kolding deriva da palavra Kaldyng (“o frio”), em alusão ao rio Kolding Å. Está mencionado em 1231 como Kaldyng. |

Tem cerca de 61 638 habitantes (2022).
É o centro administrativo da comuna de Kolding, pertencente à Região Dinamarca do Sul.

## Comunicações
As estradas europeias E45 (Frederikshavn-Aalborg-Randers-Aarhus-Horsens-Vejle-Kolding-Hamburgo) e E20 (Esbjerg-Kolding-Odense e Copenhaga) passam na proximidade da cidade.

Está ligada por via férrea a Aarhus e Aalborg, no norte, a Hamburgo, no sul, a Esbjerg, no oeste, e a Odense e Copenhaga, no leste.

Dispõe de um importante porto comercial, no fundo do fiorde de Kolding, por onde são exportados cereais e importado papel e ferro.

## Educação
- Universidade da Dinamarca do Sul (Campus Kolding) [6][7]

## Economia
A economia tradicional de Kolding está dominada pela atividade do comércio agrícola.

Hoje em dia, Kolding é uma cidade com intensa atividade comercial, de transportes e de expedição de mercadorias, assim como de produção industrial, com relevo para o ferro e aço, as tintas, embalagens e eletrónica..

## Pontos turísticos
Esta antiga cidade tem várias atrações turísticas de destaque:

- Castelo de Kolding (Koldinghus; ruínas do século XIII)
- Igreja de São Nicolau (Sankt Nicolai Kirke; século XIII))

## Histórico
Kolding é nomeado pela primeira vez, como Kaldyng, no documento conhecido como Censo do Rei Valdemar de 1231. O nome foi aplicado pela primeira vez ao rio Kolding, e vem de kald, que significa "frio".
A história da cidade é, no entanto, mais antiga. Os primeiros materiais arqueológicos de Kolding datam da época do rei Valdemar, o Grande (primeira metade do século XII). Não se sabe quando Kolding recebeu privilégios de cidade, mas estes foram confirmados em uma carta de Cristóvão II datada de 28 de janeiro de 1321.
Kolding era uma cidade na fronteira do reino com o Ducado de Schleswig, e foi a sede de um castelo real, conhecido como Koldinghus, de meados do século XIII. A partir do final do século XV Kolding serviu como uma alfândega e um ponto de trânsito para o comércio com os ducados do sul. O castelo foi ampliado nos séculos XV e XVI. No meio deste último, o rei Cristão III e sua consorte Dorothea de Saxe-Lauemburgo fizeram da cidade sua residência temporária. Em 1553 Christian III fundou o hospital de São Jorge e uma escola latina, e a rainha Dorothea fundou uma escola em 1566. No Livro da Cidade de Kolding (Koldings Bys Bog) de 1646 é mencionado que a cidade tinha 280 casas e 2800 habitantes, um número grande para uma cidade provinciana da época. Os impostos alfandegários constituíam uma importante receita para a coroa, mas as guerras do século XVII que a Dinamarca travou principalmente contra a Suécia marcaram o início de uma fase de declínio que só seria revertida até o século XIX. Durante a Guerra dos Trinta Anos a cidade foi devastada duas vezes e depois do conflito veio a praga. Durante uma epidemia em 1654-1655 358 pessoas morreram. Em 25 de dezembro de 1658 a Batalha de Kolding foi travada, onde os dinamarqueses e Polônia derrotaram o Rei Charles X Gustav da Suécia, durante o Guerra Sueco-Dinamarquesa de 1658-1660.
Houve outra Batalha de Kolding em 23 de abril de 1849, durante a Segunda Guerra dos Ducados. Nesta ocasião, a cidade foi bombardeada pela artilharia Prússia. No final da guerra, o comércio e as exportações floresceram novamente através do porto de Kolding (fundado em 1843 e expandido várias vezes), a ferrovia da Jutlândia Oriental e a ferrovia que conectava com [[[ 1843]]. [Esbjerg]] — o novo e próspero porto dinamarquês no Mar do Norte. Devido à sua localização geográfica no centro das rotas comerciais entre o leste e o oeste da Dinamarca, bem como entre a Dinamarca e a Alemanha devido à sua localização fronteiriça temporária e ao crescimento da produção agrícola na região, Kolding surgiu como um Shopping. A população cresceu rapidamente. Em 1898 foi inaugurada a usina que alimentaria toda a cidade, que já contava com 10.000 habitantes. O desenvolvimento também implicou avanços nos direitos das mulheres. Em 1909 foi eleita a primeira mulher membro do conselho municipal e 4 anos depois havia 4 mulheres nele. Em 1922 foi fundada a Casa da Mulher, a primeira do gênero no país.
Durante a ocupação alemã na Segunda Guerra Mundial um grande número de soldados alemães estava estacionado em Kolding. Em 1943 a Gestapo estabeleceu a sua sede para a Jutlândia do Sul nas proximidades do Castelo de Kolding. No final da guerra, um campo para refugiados alemães foi estabelecido na cidade e continuou a funcionar até 1949. Como foi o caso após a Primeira Guerra Mundial, após o fim da Segunda veio um curto período de estagnação econômica.
Alguns anos após a guerra, o comércio, a indústria e as exportações ressurgiram. Na década de 1970, Kolding era um grande exportador de gado e suínos e abrigava inúmeras indústrias metalúrgicas, bem como cerveja, materiais de construção e têxteis. Com o rápido crescimento da cidade, grande parte das antigas construções em enxaimel foram perdidas e substituídas por construções modernas. Em 1970 o município de Kolding foi ampliado com a incorporação de comunidades periféricas. Desde a década de 1960 tem havido um trabalho coordenado entre as cidades da Área do Triângulo (Kolding, Vejle e Fredericia). Esta área, que desde 1992 alargou-se a seis municípios, é uma das regiões economicamente mais dinâmicas da Dinamarca. A nova Little Belt Bridge deu a esta região um grande impulso econômico em 1970, que foi reforçado pela construção da Great Belt Bridge em 1997]]. Em 1991 a cidade aderiu à União das Cidades Bálticas. Em 1981 Kolding foi distinguida como Cidade do Ano devido à melhoria das condições proporcionadas às empresas, que resultou na criação de novos negócios.
Em 1999 a Universidade do Sul da Dinamarca estabeleceu um de seus seis campi em Kolding. Uma nova reforma estrutural dos municípios dinamarqueses ampliou ainda mais os limites municipais de Kolding em 2007, com a integração, no todo ou em parte, dos antigos municípios de Lunderskov, Vamdrup, Egtved e Christiansfeld.

## Geminação
- Japão Anjō, Japão
- Alemanha Delmenhorst, Alemanha
- Noruega Drammen, Noruega
- Espanha Huéscar, Espanha[11]
- Finlândia Lappeenranta, Finlândia
- Dinamarca Nanortalik, Dinamarca
- Suécia Örebro, Suécia
- Lituânia Panevėžys, Lituânia
- Itália Pisa, Itália
- Islândia Stykkishólmur, Islândia
- Hungria Szombathely, Hungria

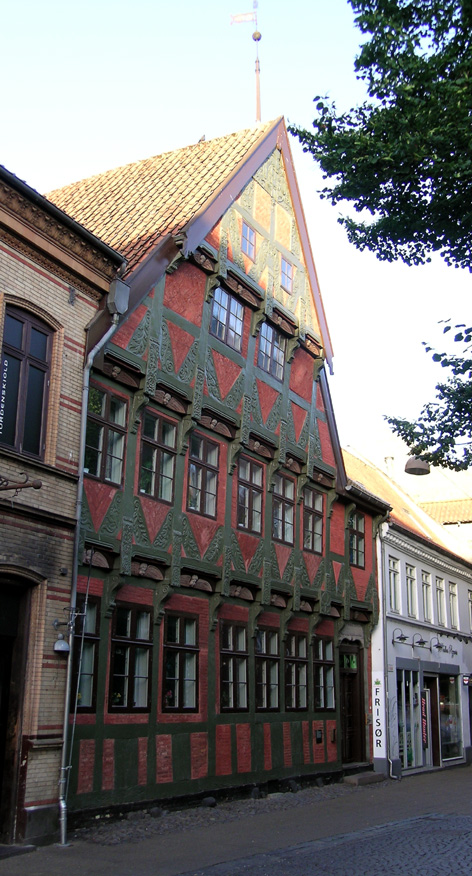
Casa do século XVI, antiga farmácia.
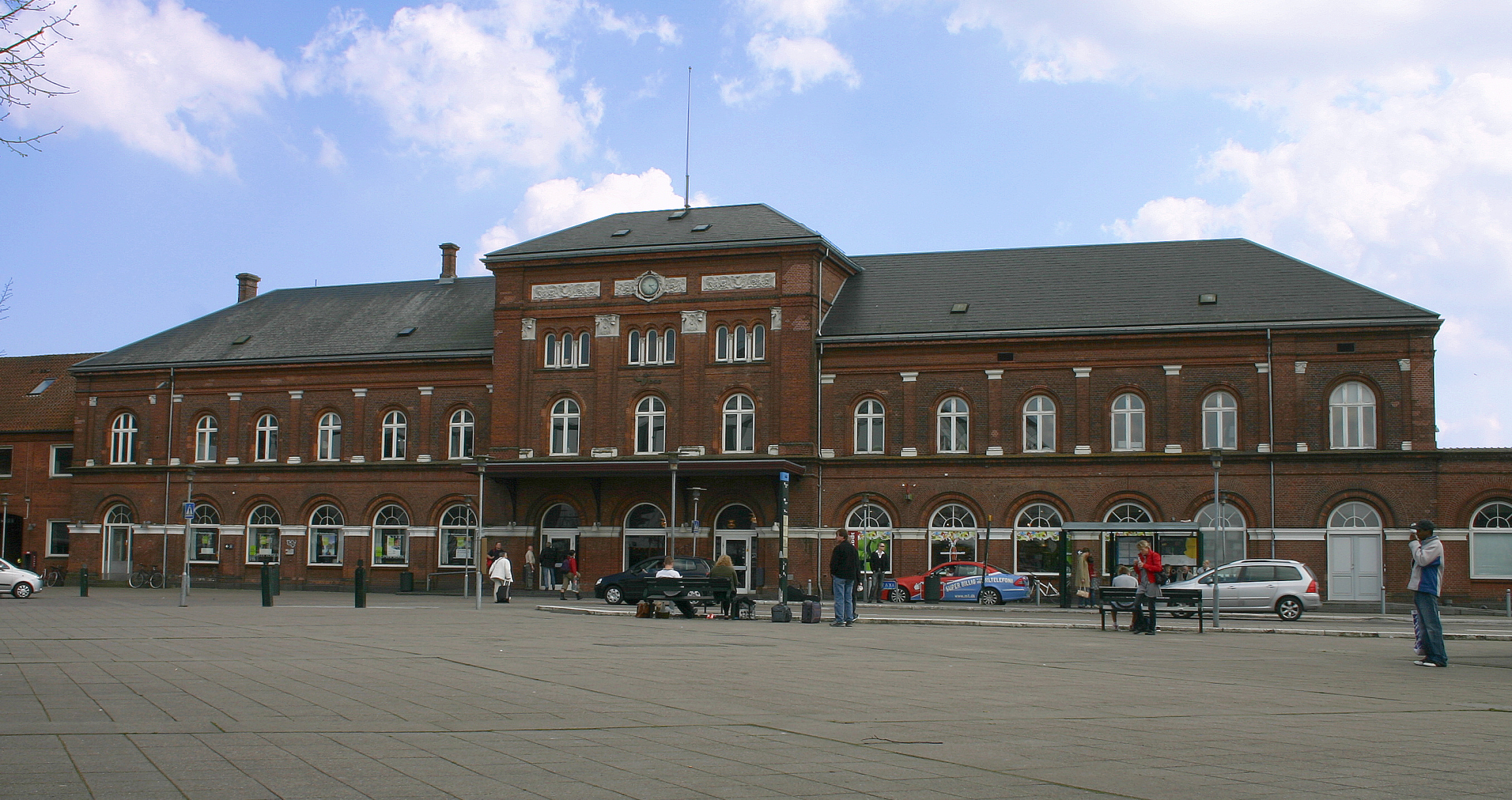
Estação ferroviária de Kolding
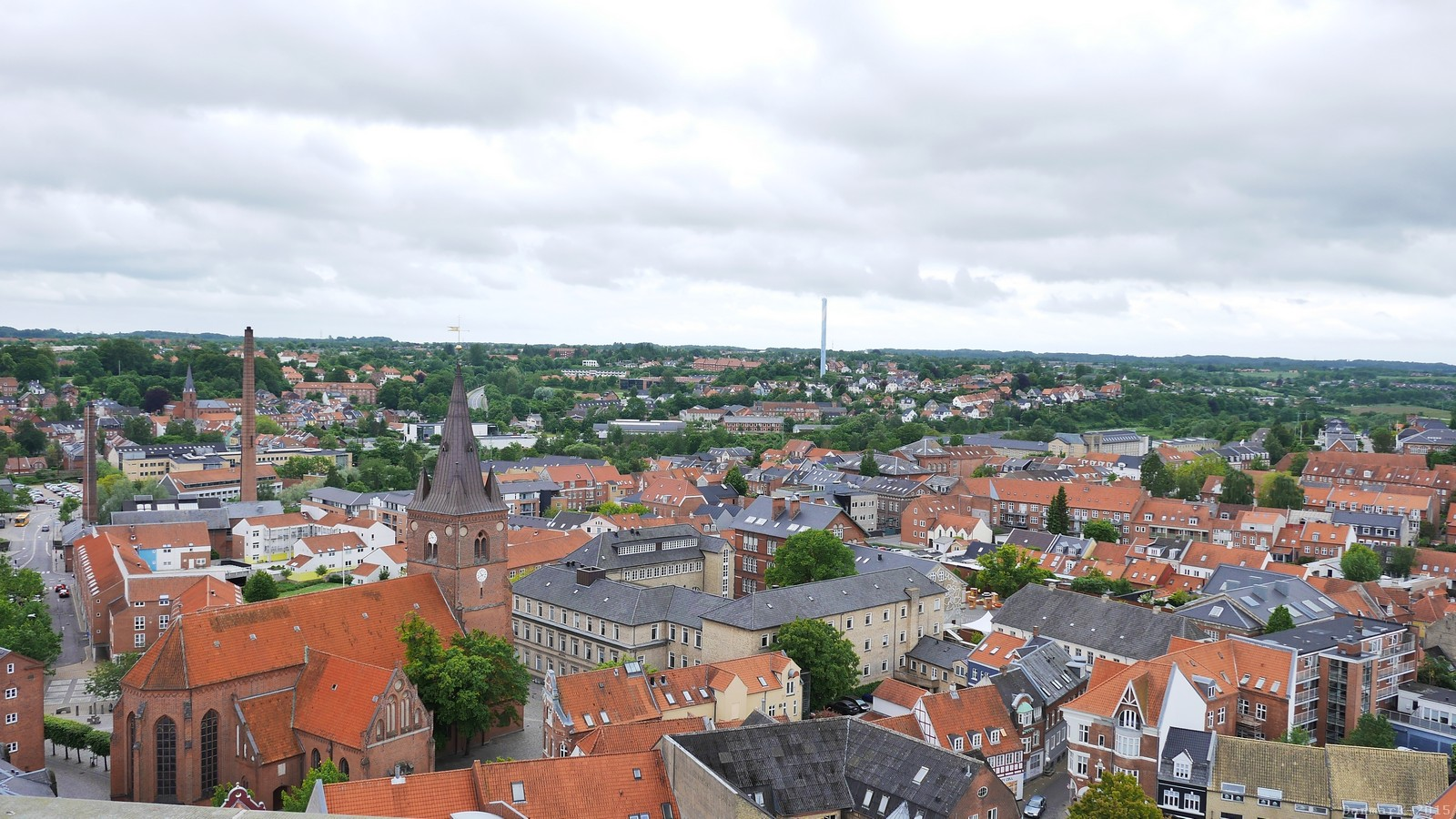
Vista de Kolding
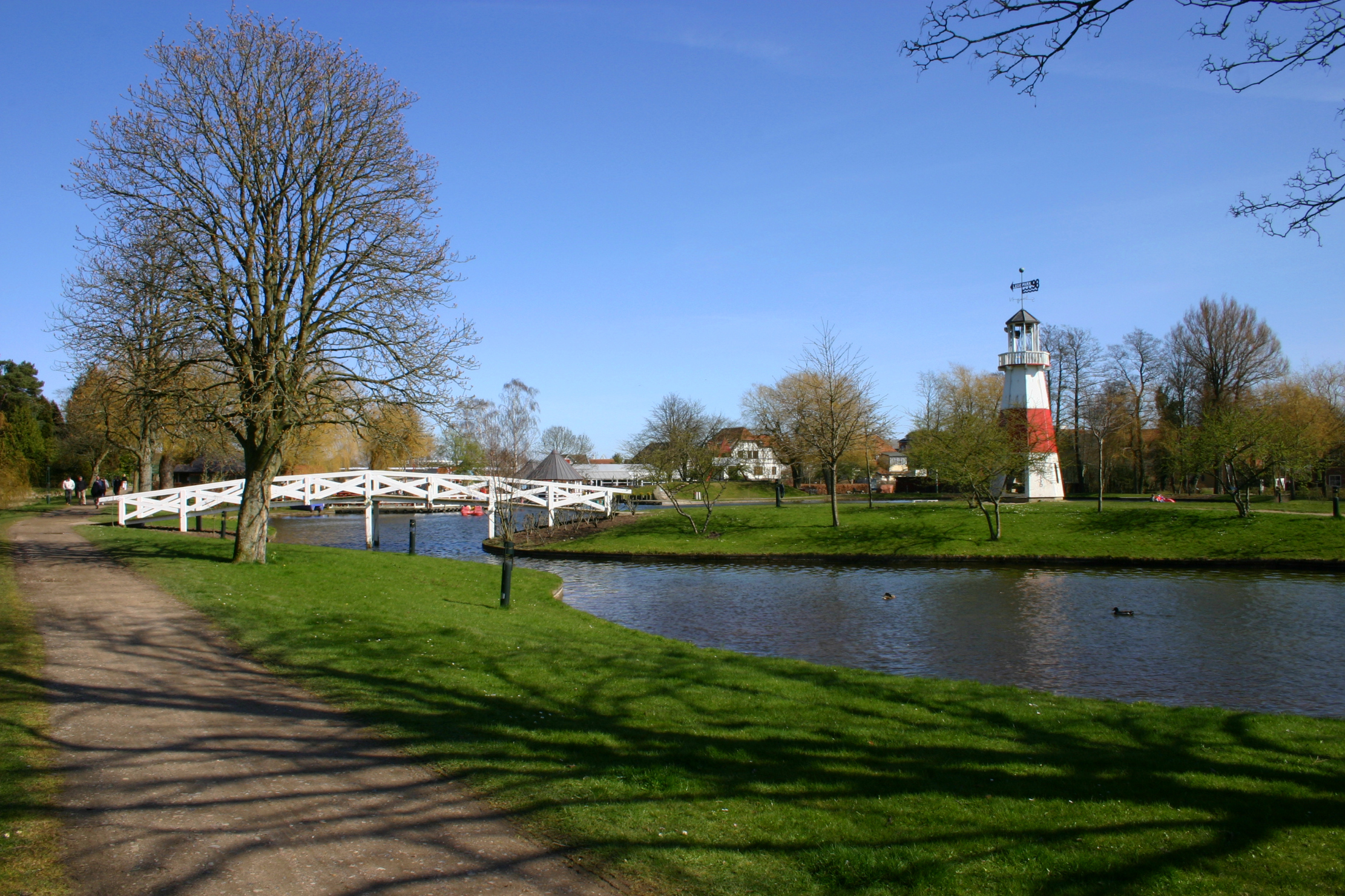
Parque municipal de Kolding